# Белорусский народный комитет
Белорусский народный комитет (Белорусский Национальный Комитет) — координационный орган, объединявший белорусские профессиональные, политические и общественные организации.

## История
Комитет был создан в 1915 году. Действовал на части территории Белоруссии, находившейся под германской оккупацией. Он включал в себя такие организации, как Белорусская социал-демократическая рабочая группа, Виленский комитет Белорусской социалистической громады, Белорусское общество помощи пострадавшим от войны и другие. Комитет возглавлял известный общественный и политический деятель Антон Луцкевич. Первоначально БНК склонялся к идее Конфедерации Великого Княжества Литовского, но позже поддерживал проект создания белорусско-литовского государства с сохранением белорусской автономии. В 1916 году выдвинул идею о создании Соединённых Штатов на территории от Балтийского до Чёрного морей. На Лозаннской конференции народов России БНК представил этот проект. В 1918 году на Белорусской конференции была избрана Виленская белорусская рада, которой были переданы полномочия БНК. После этого комитет был расформирован.